# Alena Brawa
Alena Brawa (biał. Алена Валер’еўна Брава; trb. Alena Walerjeŭna Brawa; ur. 18 sierpnia 1966 w Borysowie) – białoruska pisarka, dziennikarka, członek Związku Pisarzy Białorusi.

## Życiorys
Alena Brawa urodziła się 18 sierpnia 1966 r. w Borysowie, w obwodzie mińskim, nad rzeką Berezyną. Ukończyła studia na wydziale dziennikarstwa Białoruskiego Uniwersytetu Państwowego. Po krótkim okresie pracy w lokalnej gazecie w Borysowie wyjechała z mężem i córką na Kubę. Po powrocie, od 1990 do 2016 r. pracowała w redakcji gazety „Adzinstva” („Jedność”). Od 2019 r. jest redaktorem magazynu „Alesya”. Jest członkiem Związku Pisarzy Białorusi.

## Twórczość
Zaczęła pisać wiersze w latach szkolnych. W 1982 r. zadebiutowała opublikowanym utworem poetyckim w lokalnej gazecie w Borysowie. Pierwszy tom poezji На глыбіні каранёў wydała w 2002 r. Pierwszą twórczość prozą, opowiadanie Бязлітасны мой воін opublikowano w 2001 r. w magazynie „Krynica”. W 2004 r. wydała pierwszą powieść Godzina policyjna dla jaskółek, w której akcję umiejscowiła na Kubie pod rządami Fidela Castro. Książka odniosła duży sukces i została przetłumaczona m.in. na język polski i niemiecki. Otrzymała za nią nagrodę literacką „Глиняный Велес” w kategorii debiut literacki. W 2013 r. otrzymała nagrodę literacką im. Jerzego Giedroycia za książkę Рай даўно перанаселены. W 2019 r. otrzymała ponownie nagrodę literacką im. Jerzego Giedroycia, zajmując trzecie miejsce w corocznej edycji tej nagrody, dzięki powieści Sodomska jabłoń (Садомская яблыня). Białoruska redakcja Radia Wolna Europa ma zaadaptować książkę jako słuchowisko radiowe.

## Wybrane dzieła
- На глыбіні каранёў, 2002
- Godzina policyjna dla jaskółek, 2004
- Рай даўно перанаселены, 2012
- Любовь в тени казарм Монкада, 2012
- Представление в черном театре, 2012
- Имя Тени – Свет, 2012
- Менада и ее сатиры, 2013
- Дараванне/Прощение/ Vergebung, 2013
- Садомская яблыня, 2018